# Программированное обучение
Программированное обучение — метод автоматизированного обучения, выдвинутый в 1954 году профессором Б. Ф. Скиннером, основанный на идеях бихевиоризма.
Скиннером был предложен линейный алгоритм обучения, основанный на следующих принципах:
- учебный материал изучается с небольшим шагом и сложность проверочных вопросов низкая;
- сразу после ответа на вопрос учащемуся подтверждается верность или неверность этого ответа;
- программа и порядок её усвоения для всех одинаков, но возможен индивидуальный темп обучения;
- закрепление полученных знаний в разных контекстах.

Кроме линейного алгоритма обучения были также предложены различные разветвленные и адаптивные алгоритмы.
Кроудер в 1960 году предложил разветвлённый метод, основанный на отличающихся принципах:
- начальные порции учебного материала большие и предлагаемые вопросы сложные;
- в зависимости от допущенных при ответе ошибок студенту предоставляются более простые вспомогательные порции учебного материала, которые призваны уменьшить число ошибок в будущем;
- порядок и объём материала не фиксирован и у разных студентов будет отличаться в зависимости от данных ответов.

В СССР элементы программированного обучения можно было обнаружить, например, в работе Центрального института труда.